# Kim Ji-min (Fußballspieler, 1993)
Kim Ji-min (kor. 김지민; * 5. Juni 1993 in Jinju) ist ein südkoreanischer Fußballspieler.

## Karriere
Kim Ji-min erlernte das Fußballspielen in der Schulmannschaft der Yonsan Elementary School sowie in der Jugendmannschaft von Busan IPark. Hier unterschrieb er am 1. Januar 2012 seinen ersten Vertrag. Der Verein aus Busan spielte in der ersten Liga des Landes. Am Ende der Saison musste er mit Busan in die zweite Liga absteigen.  Für Busan absolvierte er insgesamt 15 Ligaspiele. Mitte 2016 verließ er den Verein. Über Gimhae City FC und dem Gyeongju Citizen FC wechselte er am 1. August 2018 nach Pohang zum Erstligisten Pohang Steelers. Ende Juli 2019 wechselte er auf Leihbasis zum Zweitligisten Suwon FC. Für den Klub aus Suwon stand er zwölfmal in der zweiten Liga auf dem Spielfeld. Ende Dezember 2019 kehrte er zu den Steelers zurück. Anschließend absolvierte er seinen Militärdienst. Nach Beendigung des Militärdienstes wechselte er auf Leihbasis zum Viertligisten Jinju Citizen FC. Im Sommer 2022 ging er nach Thailand, wo er einen Vertrag beim Erstligisten Chiangrai United in Chiangrai unterschrieb. Nach 34 Erstligaspielen wurde sein Vertrag im Dezember 2023 nicht verlängert. Nach einem halben Jahr ohne Vertrag unterschrieb er im Juni 2024 einen Vertrag beim thailändischen Erstligisten Ratchaburi FC. Nach 21 Ligaspielen, in denen er vier Treffer erzielte, wechselte er im Juni 2025 zum thailändischen Zweitligisten Khon Kaen United FC.